# Dorothy Height
Dorothy Irene Height (Richmond, 24 marzo 1912 – Washington, 20 aprile 2010) è stata un'attivista e educatrice statunitense.
Per quarant'anni è stata la presidentessa del National Council of Negro Women
e per il suo impegno sociale è stata insignita della Medaglia presidenziale della libertà e della Medaglia d'oro del Congresso.

## Biografia
Dopo essere stata ammessa al Barnard College, le fu negato l'ingresso a causa della regola dell'istituto che permetteva la frequentazione solo di due studenti afroamericani all'anno. La Height proseguì comunque gli studi alla New York University, laureandosi in psicologia educativa. Qualche tempo dopo cominciò la sua carriera di attivista: entrò infatti a far parte del National Council of Negro Women, un'organizzazione che richiedeva trattamenti uguali per le donne bianche e le donne nere. Nel 1957 ne fu nominata presidente e mantenne la posizione fino al 1997.

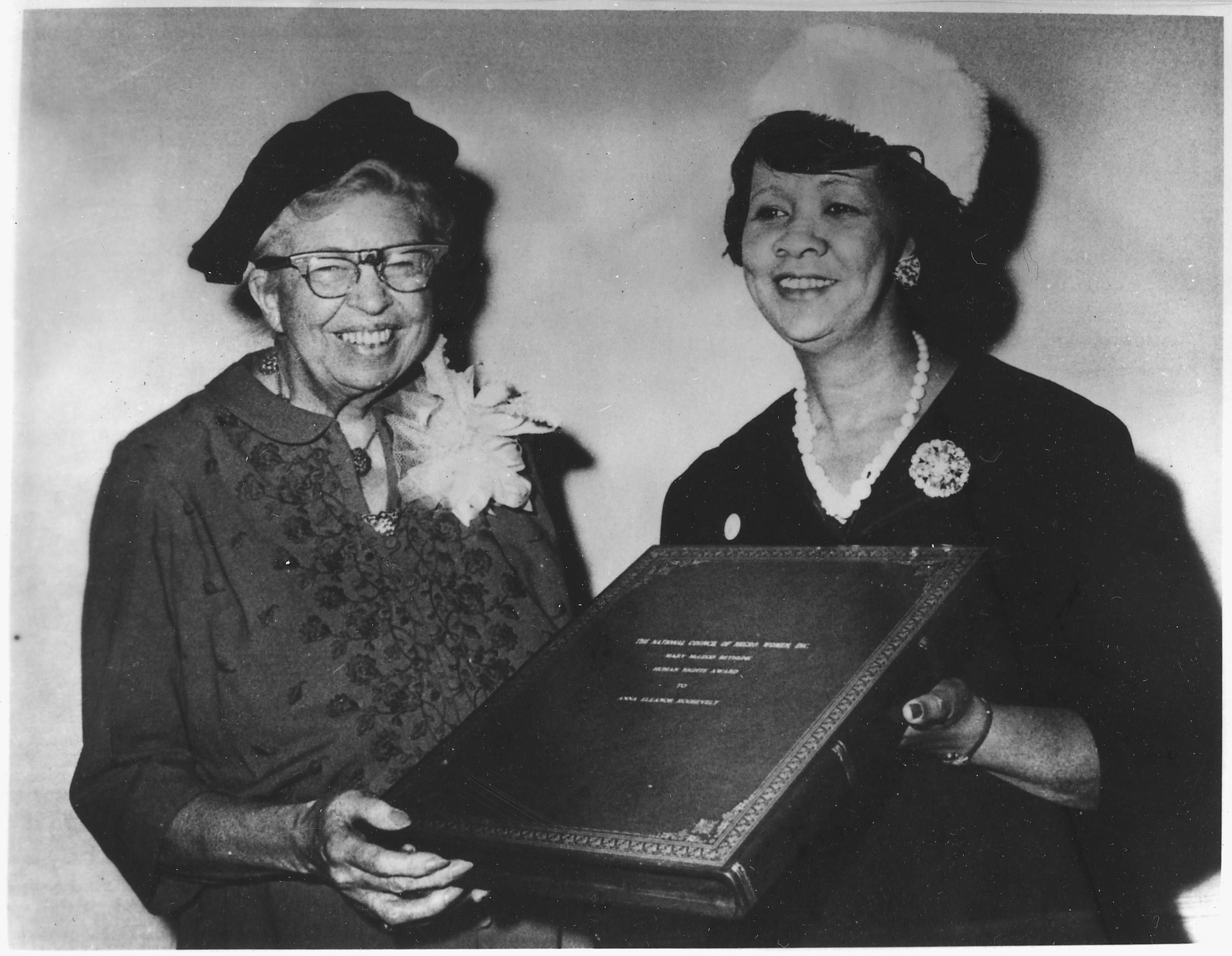
Eleanor Roosevelt riceve il premio Mary McLeod Bethune Human Rights da Dorothy Height

Nel corso degli anni molte personalità influenti si rivolsero a lei, e fra di loro si ricorda la First Lady Eleanor Roosevelt. La Height lottò molto per le sue idee di uguaglianza, chiedendo ad Eisenhower di desegregare le scuole e a Johnson di assegnare alle donne afroamericane posizioni di rilievo nel governo. Morì a Washington il 20 aprile 2010, all'età di novantotto anni. Il presidente Barack Obama partecipò alle onoranze funebri, tenendo un'orazione nella Cattedrale dei Santi Pietro e Paolo (Washington). È sepolta al Fort Lincoln Cemetery (Washington).

## Onorificenze
È stata inserita nella National Women's Hall of Fame.